# Neu-Stassfurt
Neu-Stassfurt (Neu-Staßfurt en allemand), nom de code Reh (chevreuil en allemand), est un des « Kommandos » annexes du camp de concentration de Buchenwald ouvert du 13 septembre 1944 au 11 avril 1945 pour creuser dans d'anciennes mines de sel des galeries destinées à recevoir des ateliers de fabrication d'armes.

## Contexte
Au camp de Buchenwald sont rattachées directement deux usines d'armement. La plus importante, Gustloff-Werke II – entrée en service début 1944 – emploie 3 000 détenus qui se relaient jour et nuit pour produire environ 55 000 fusils par an. Le 24 août 1944, un raid aérien allié bombarde l’usine et la détruit pratiquement entièrement. Cette frappe sera pour Heinrich Himmler un moyen d’exiger que les ateliers d’armement soient placés hors d'atteinte des bombardements alliés et que la déportation s’intensifie pour faire repartir la production.

## Camp
Le camp est situé au cœur d'une lande inculte, plate et dénudée, parsemée de crevasses et d'entonnoirs dus à la mine. Il se présente sous la forme d'un rectangle de 400 mètres de long sur 150 mètres de large. Il se compose de quatre baraques (Blocks) parallèles en bois. À l'extérieur de la double ligne de barbelés ceinturant le camp, deux baraquements, servent de cantonnement aux gardiens S.S.

## Effectifs
491 des 493 détenus, dont la grande majorité a moins de 25 ans, sont arrivés de France à Buchenwald les 20 et 22 août 1944. Ils sont encadrés par 7 Kapos, détenus à Buchenwald depuis plusieurs années.

## Évacuation et libération
Face à l'avancée des troupes alliées, les S.S. commencent à évacuer le camp de Buchenwald et ses Kommandos. Les déportés de Neu-Stassfurt n'échappent pas à la marche d’évacuation de près de 400 km durant laquelle 135 d’entre eux sont abattus. Seuls 212 rentreront, mais nombreux sont ceux qui décéderont dans les quelques années suivant leur retour.